# Sinan Bolat
Sinan Bolat (Kayseri, 3 de septiembre de 1988) es un futbolista turco. Juega de guardameta y su equipo es el K. V. C. Westerlo de la Primera División de Bélgica. Es internacional absoluto con la selección de Turquía desde el año 2011.
Formado en el fútbol de Bélgica, también posee la nacionalidad de ese país. También ha jugado en el fútbol de Portugal y Turquía. 
El 9 de diciembre de 2009 anotó un gol en el tiempo extra al AZ Alkmaar en la Liga de Campeones 2009-10, cerrando el marcador 1-1 y clasificando a su equipo a la Liga Europa.

## Selección nacional
Bolat representó a Turquía en las categorías sub-19 y sub-21.
Debutó con la selección de Turquía el 10 de agosto de 2011 ante Estonia en un encuentro amistoso, fue victoria para el combinado turco por 3-0.

## Estadísticas

### Clubes
Actualizado al último partido disputado el 30 de mayo de 2025.
| Club | Div.          | Temporada     | Liga(1) | Liga(1) | Copas nacionales(2) | Copas nacionales(2) | Copas internacionales(3) | Copas internacionales(3) | Total | Total |
| Club | Div.          | Temporada     | Part.   | Goles   | Part.               | Goles               | Part.                    | Goles                    | Part. | Goles |
| --- | ------------- | ------------- | ------- | ------- | ------------------- | ------------------- | ------------------------ | ------------------------ | ----- | ----- |
| K. R. C. Genk · Bélgica | 1.ª           | 2006-07       | 1       | 0       | 1                   | 0                   | —                        | —                        | 2     | 0     |
| K. R. C. Genk · Bélgica | 1.ª           | 2007-08       | 4       | 0       | 0                   | 0                   | 0                        | 0                        | 4     | 0     |
| K. R. C. Genk · Bélgica | Total club    | Total club    | 5       | 0       | 1                   | 0                   | 0                        | 0                        | 6     | 0     |
| Standard Lieja · Bélgica | 1.ª           | 2008-09       | 9       | 0       | 0                   | 0                   | 1                        | 0                        | 10    | 0     |
| Standard Lieja · Bélgica | 1.ª           | 2009-10       | 31      | 0       | 2                   | 0                   | 12                       | 1                        | 45    | 1     |
| Standard Lieja · Bélgica | 1.ª           | 2010-11       | 24      | 0       | 3                   | 0                   | —                        | —                        | 27    | 0     |
| Standard Lieja · Bélgica | 1.ª           | 2011-12       | 32      | 0       | 3                   | 0                   | 13                       | 0                        | 48    | 0     |
| Standard Lieja · Bélgica | 1.ª           | 2012-13       | 0       | 0       | 0                   | 0                   | —                        | —                        | 0     | 0     |
| Standard Lieja · Bélgica | Total club    | Total club    | 96      | 0       | 8                   | 0                   | 26                       | 1                        | 130   | 1     |
| F. C. Porto "B" Portugal | 2.ª           | 2013-14       | 4       | 0       | —                   | —                   | —                        | —                        | 4     | 0     |
| F. C. Porto "B" Portugal | Total club    | Total club    | 4       | 0       | 0                   | 0                   | 0                        | 0                        | 4     | 0     |
| Kayserispor Turquía | 1.ª           | 2013-14       | 14      | 0       | —                   | —                   | —                        | —                        | 14    | 0     |
| Kayserispor Turquía | Total club    | Total club    | 14      | 0       | 0                   | 0                   | 0                        | 0                        | 14    | 0     |
| Galatasaray S. K. Turquía | 1.ª           | 2014-15       | 2       | 0       | 9                   | 0                   | 1                        | 0                        | 12    | 0     |
| Galatasaray S. K. Turquía | Total club    | Total club    | 2       | 0       | 9                   | 0                   | 1                        | 0                        | 12    | 0     |
| Club Brujas · Bélgica | 1.ª           | 2015-16       | 3       | 0       | 0                   | 0                   | 2                        | 0                        | 5     | 0     |
| Club Brujas · Bélgica | Total club    | Total club    | 3       | 0       | 0                   | 0                   | 2                        | 0                        | 5     | 0     |
| C. D. Nacional Portugal | 1.ª           | 2016-17       | 0       | 0       | 1                   | 0                   | —                        | —                        | 1     | 0     |
| C. D. Nacional Portugal | Total club    | Total club    | 0       | 0       | 1                   | 0                   | 0                        | 0                        | 1     | 0     |
| F. C. Arouca Portugal | 1.ª           | 2016-17       | 13      | 0       | —                   | —                   | —                        | —                        | 13    | 0     |
| F. C. Arouca Portugal | Total club    | Total club    | 13      | 0       | 0                   | 0                   | 0                        | 0                        | 13    | 0     |
| Royal Antwerp F. C. · Bélgica | 1.ª           | 2017-18       | 37      | 0       | 2                   | 0                   | —                        | —                        | 39    | 0     |
| Royal Antwerp F. C. · Bélgica | 1.ª           | 2018-19       | 41      | 0       | 1                   | 0                   | —                        | —                        | 42    | 0     |
| Royal Antwerp F. C. · Bélgica | 1.ª           | 2019-20       | 27      | 0       | 5                   | 0                   | 4                        | 0                        | 36    | 0     |
| Royal Antwerp F. C. · Bélgica | Total club    | Total club    | 105     | 0       | 8                   | 0                   | 4                        | 0                        | 117   | 0     |
| K. A. A. Gante · Bélgica | 1.ª           | 2020-21       | 33      | 0       | 2                   | 0                   | 2                        | 0                        | 37    | 0     |
| K. A. A. Gante · Bélgica | 1.ª           | 2021-22       | 25      | 0       | 4                   | 0                   | 10                       | 0                        | 39    | 0     |
| K. A. A. Gante · Bélgica | Total club    | Total club    | 58      | 0       | 6                   | 0                   | 12                       | 0                        | 76    | 0     |
| K. V. C. Westerlo · Bélgica | 1.ª           | 2022-23       | 36      | 0       | 0                   | 0                   | ―                        | ―                        | 36    | 0     |
| K. V. C. Westerlo · Bélgica | 1.ª           | 2023-24       | 31      | 0       | 0                   | 0                   | ―                        | ―                        | 31    | 0     |
| K. V. C. Westerlo · Bélgica | 1.ª           | 2024-25       | 11      | 0       | 0                   | 0                   | ―                        | ―                        | 11    | 0     |
| K. V. C. Westerlo · Bélgica | Total club    | Total club    | 78      | 0       | 0                   | 0                   | 0                        | 0                        | 78    | 0     |
| Kasımpaşa S. K. Turquía | 1.ª           | 2024-25       | 2       | 0       | 0                   | 0                   | ―                        | ―                        | 2     | 0     |
| Kasımpaşa S. K. Turquía | Total club    | Total club    | 2       | 0       | 0                   | 0                   | 0                        | 0                        | 2     | 0     |
| Total carrera | Total carrera | Total carrera | 380     | 0       | 33                  | 0                   | 45                       | 1                        | 458   | 1     |
| (1) Incluye datos de los play-offs de Bélgica para la Liga Europa. (2) Incluye datos de la Copa de Bélgica (2009-10, 2010-11, 2011-12, 2019-20), la Supercopa de Bélgica (2009-10, 2011-12), la Copa de Turquía (2014-15) y la Copa de la Liga de Portugal (2016-17). (3) Incluye datos de la Liga de Campeones de la UEFA (2009-10, 2011-12, 2014-15, 2015-16) y la Liga Europa de la UEFA (2008-09. 2009-10. 2011-12. 2015-16, 2019-20) |               |               |         |         |                     |                     |                          |                          |       |       |

### Selección nacional
| Absoluta Turquía | 2011  | 1 | 0 | 2 | 0 | - | - | 3  | 0 |
| Absoluta Turquía | 2012  | 1 | 0 | 0 | 0 | - | - | 1  | 0 |
| Absoluta Turquía | 2013  | 2 | 0 | 0 | 0 | - | - | 2  | 0 |
| Absoluta Turquía | 2018  | 2 | 0 | 3 | 0 | - | - | 5  | 0 |
| Absoluta Turquía | 2019  | 1 | 0 | 0 | 0 | - | - | 1  | 0 |
| Absoluta Turquía | Total | 7 | 0 | 5 | 0 | 0 | 0 | 12 | 0 |
| (1) Incluye los partidos de la Clasificación para la Eurocopa (2012) y la Liga de las Naciones de la UEFA (2018-19). |       |   |   |   |   |   |   |    |   |

## Palmarés

### Títulos nacionales
| Título                      | Club              | País     | Año     |
| --------------------------- | ----------------- | -------- | ------- |
| Primera División de Bélgica | Standard Lieja    | Bélgica  | 2008-09 |
| Supercopa de Bélgica        | Standard Lieja    | Bélgica  | 2009    |
| Copa de Bélgica             | Standard Lieja    | Bélgica  | 2010-11 |
| Supercopa de Portugal       | F. C. Porto       | Portugal | 2013    |
| Superliga de Turquía        | Galatasaray S. K. | Turquía  | 2014-15 |
| Copa de Turquía             | Galatasaray S. K. | Turquía  | 2014-15 |
| Primera División de Bélgica | Club Brujas       | Bélgica  | 2015-16 |
| Copa de Bélgica             | K. A. A. Gante    | Bélgica  | 2021-22 |